# Национальная галерея Республики Коми

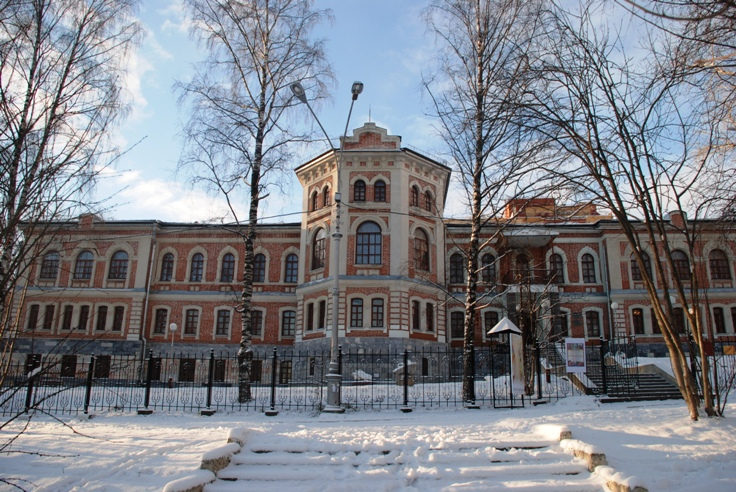
Здание Национальной галереи. ул. Кирова, д. 44

Национальная галерея Республики Коми — единственный художественный музей в Республике Коми. Собрание включает в себя более 10 000 произведений западно-европейского, русского, советского, современного российского, коми искусства и иконописи. Основан в 1943 году.

## История
Национальная галерея Республики Коми была основана в декабре 1943. Этому предшествовало создание в январе того же года Коми отделения Союза художников СССР, которое провело в 1943 две выставки. Перед открытием второй выставки родился проект картинной галереи и 4 декабря был издан указ о создании Республиканского художественного музея. За первый год существования учреждения в фонды поступило 35 работ, основную часть поступления составили произведения коми-художников — В. В. Полякова, М. П. Безносова и В. Г. Постникова. В 1947 году фонды галереи насчитывали уже 147 единиц хранения.
Огромную роль в формировании музейной коллекции сыграл Даниил Тимофеевич Янович (1879—1940) — ученый-антрополог, этнограф и музейный деятель, участвовавший в изучении коллекций различных музейных собраний Москвы, Санкт-Петербурга, Твери, Владимира и других городов. В 1925 в должности ученого секретаря Комитета содействия народностям северных окраин Д. Т. Янович был направлен в Коми область, где выступил с инициативой создания при краеведческом музее художественного отдела, взяв на себя заботу о его формировании. В последующие 1926—1928 гг. в хранилищах Государственного Музейного фонда (Москва) ученому удалось сформировать коллекцию произведений русских и западноевропейских художников XVIII — первой трети XX века, которая двумя партиями была привезена в Усть-Сысольск. В ноябре 1928 привезенные произведения были выставлены для всеобщего обозрения.
В 1952 художественная коллекция Д. Т. Яновича была передана из краеведческого музея в художественный; она, в конечном итоге, и определила лицо музея, состав и структуру его собрания.
В дальнейшем собрание русского искусства комплектовалось за счет передач Министерства культуры СССР и РСФСР, Государственного Русского музея, Дирекции выставок Художественного фонда РСФСР, Российского фонда культуры, Управления «Росизопропаганда», Всесоюзного художественно-производственного объединения им. Е. В. Вучетича. В 1980-е гг. ряд произведений был приобретен за счет закупочной комиссии музея у частных лиц.
В конце 1970-х — начале 1980-х годов начинается целенаправленное комплектование раздела современного российского (советского) искусства. Активная вовлеченность музея в художественную жизнь северо-западного региона позволила представить в составе музейного собрания творчество художников Карелии, Архангельской, Вологодской, Кировской областей. В начале 1980-х годов, благодаря закупу коллекции ученого-религиоведа Ю. В. Гагарина в составе собрания появился раздел, представляющий православное искусство. Тогда же сотрудники музея начали выезжать в экспедиции по районам Республики Коми с целью формирования коллекции предметов народного искусства коми.
В последние годы коллекция галереи продолжает расти, преимущественно, за счет даров. Одним из наиболее значимых поступлений последних лет стал дар московского коллекционера Н. И. Корнилова, значительно расширивший раздел российского искусства XX века.

## Коллекция
Собрание ГУК «НГРК» в настоящее время насчитывает более 10 тысяч произведений живописи, графики, скульптуры, декоративно-прикладного искусства. Эксклюзивной частью собрания является коллекция коми изобразительного искусства. Данное направление было и остается приоритетным в комплектовании художественного собрания. В фондах галереи хранятся лучшие из произведений коми художников, сформированы монографические коллекции ведущих художников республики, представлено творчество В. Полякова, Н. Жилина, П. Митюшева, Н. Лемзакова, А. Безумова, Р. и Е. Ермолиных, С. Торлопова, А. Кочева, Ю. Борисова, В. Мамченко, В. Рохина, В. Смирнова, В. Краева, А. Бухарова, В. Игнатова, Е. Борисевича, В. Кислова и др.
Коллекция русского изобразительного искусства включает произведения И. Айвазовского, Н. Бодаревского, Ф. Боткина, А. Саврасова, В. Тропинина, С. Иванова, В., Н. и К. Маковских, А. Рылова, И. Шишкина, М. Антокольского, М. Диллон и др. Произведения, привезенные Д. Т. Яновичем, также стали основой формирования коллекций зарубежного классического искусства (А. Бирштадт, Р. Бонер, И. Навратил и др.), искусства русского авангарда (В. Куприн, М. Матюшин, В. Чекрыгин и др.), западноевропейского и русского дореволюционного фарфора.

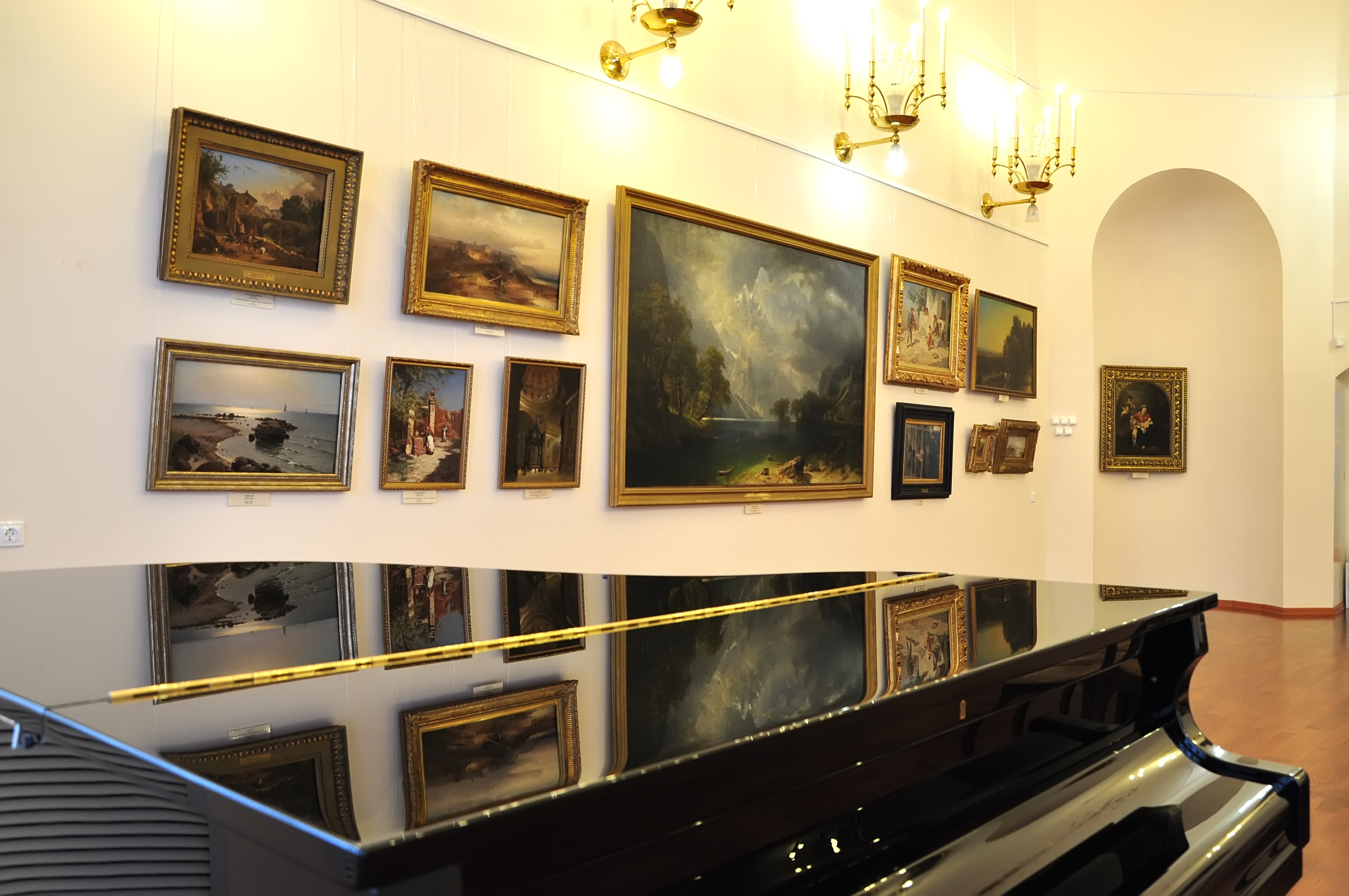
Зал западно-европейского искусства

С 1950-х годов складывается коллекция советского и современного российского искусства посредством поступления работ из запасников МК РСФСР и «Росизо», мастерских ведущих художников Москвы и Санкт-Петербурга, городов северного региона России. В этом разделе собрания галереи представлены работы Н. Ромадина, Е. Моисеенко, В. Стожарова, А. Грицая, Ю. Кугача Ф. Глебова, Н. Нестеровой, В. Тюленева, Е. Романовой, В. Рахиной, Б. Шаманова, А. Пантелеева, В. Корбакова, И. Широковой, З. Церетели, Т. Назаренко и др.
Комплектование собрания ГБУ РК «НГРК» продолжается, в настоящее время приоритетными направлениями фондовой деятельности галереи являются учётно-хранительская и реставрационная работа.

## Здание
С 1943 по 1947 годы Республиканский художественный музей не имел собственного помещения. Первым музейным зданием стал двухквартирный деревянный дом, находившийся на территории парка культуры и отдыха им. Кирова (ул. Кирова, 21). Здание было привезено из Княжпогоста в 1946 году к выставке, посвященной 10-й годовщине Коми АССР, и использовалось как один из павильонов. 7 ноября 1947 г. в нём состоялось торжественное открытие Республиканского художественного музея для публичного посещения. До настоящего времени здание не сохранилось.

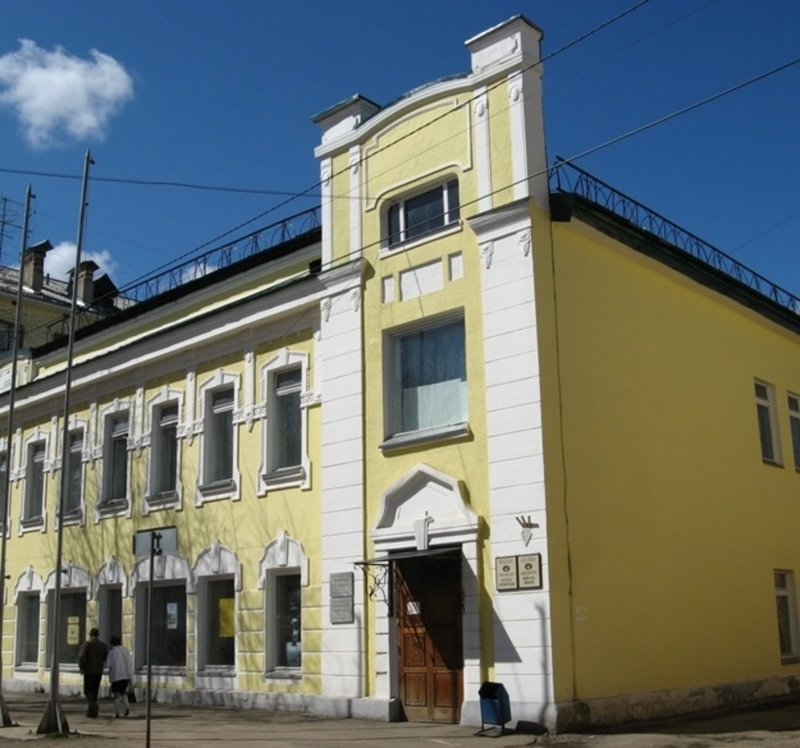
Здание художественного музея с 1962 по 1993.

В 1962—1993 годах Республиканский художественный музей размещался в двухэтажном здании бывшего торгового дома купцов Кузьбожевых (ул. Коммунистическая, 6). Здание является памятником истории и архитектуры Республики Коми. Оно было построено в 1912 году в стиле «модерн» и принадлежало наследникам усть-сысольского купца Кузьбожева. В 1918—1920-е гг. в нём размещался уездной комитет РКП (б), 1921—1931-е гг. — коми областной комитет ВКП (б), позже находились аптека, обком комсомола, продовольственный магазин, магазин «Спорттовары», Управление гражданской авиации. Первоначально Республиканскому художественному музею была передана часть помещений, в 1970 году — все здание. В настоящее время здесь располагается отдел природы Национального музея Республики Коми.
С 1993 года Национальная галерея Республики Коми находится в здании бывшего духовного училища (ул. Кирова, 44), которое также является памятником истории и архитектуры Республики Коми. Двухэтажное каменное здание (под левым крылом из-за перепада рельефа образован цокольный этаж) было спроектировано вологодским губернским архитектором Федоровым для духовного училища, переведенного из Яренска в Усть-Сысольск. Строительные работы велись летом 1888—1890 годов под руководством мастера каменных работ пажгинского крестьянина Н. Кононова. В 1905—1906 гг. этой же строительной бригадой была возведена пристройка, проект которой был разработан архитектором Лебединским. Усть-Сысольское духовное училище находилось в этом здании с 1890 года по 1918 год. В годы гражданской войны здесь размещался штаб войск Пинего-Печорского края Северного фронта Красной Армии. В 1918 году решением Усть-Сысольского исполкома здание было передано уездному отделу народного образования. В здании располагались педагогические курсы, педтехникум, в 1932—1938 годах — первое высшее учебное заведение в Коми — Коми государственный педагогический институт, позже — Институт усовершенствования учителей. В 1990 году здание передано Министерству культуры Коми АССР. В 1991—1993 годах были проведены капитальный ремонт и реставрационные работы.

## Список директоров
Постников Виктор Гаврилович (1944—1945)
Латкин Н. Е. (1946—1947)
Игнатов Василий Георгиевич (1947—1948)
Дьяконова (Белых) Мария Степановна (1948—1950, 1958—1959)
Оксенова Н. И. (1950—1952)
Юркин Павел Степанович (1952—1953)
Ямаев Петр Данилович (1953)
Андреева С. Н. (1953—1954)
Сидорова Софья Николаевна (1954—1958)
Поповцева Фаина Кирилловна (1959—1979)
Агошкова Любовь Стефановна (1979—1985)
Поповцева Элеонора Константиновна (1985—1988)
Светличная Светлана Константиновна (1988—1990)
Кублицкий Валентин Васильевич (1990—1992)
Атландирова Галина Николаевна (1992)
Чуркин Виктор Куприянович (1993—1998)
Беляева Светлана Андреевна (1999—2002)
Коробов Валерий Иванович (2002—2006)
Талянина Ольга Леонидовна (2006—2020)
Чернова Ирина Ивановна (2020 — настоящее время)

## Сад Скульптуры
К зданию Национальной галереи РК примыкает небольшой сад, который первоначально предназначался для прогулок учащихся Духовного училища. В 1991 г. паркостроительной экспедицией Центрального лесоустроительного предприятия «Леспроект» был разработан проект его реставрации и благоустройства с целью восстановления исторической планировки, при условии максимального сохранения существующей растительности, а также приспособления для показа скульптуры из фондов галереи. Были тщательно обследованы и инвентаризированы насаждения (144 дерева, 8 пород), проведены исторические изыскания, включающие в себя археологический зондаж территории.

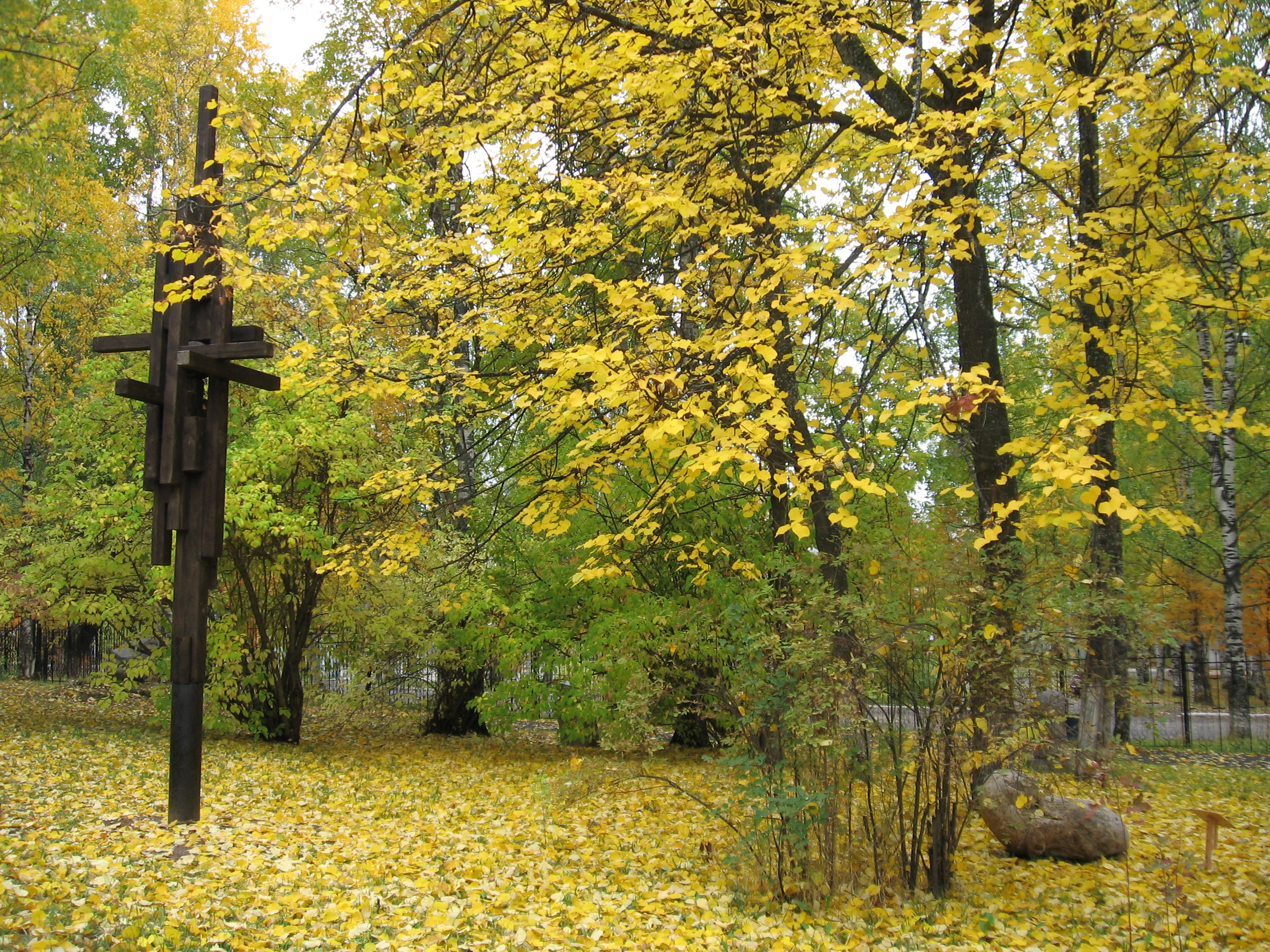
Сад скульптуры осенью

В устройстве сада использован типичный образец регулярной садово-парковой разбивки: деление территории на треугольные боскеты. Четыре аллеи, ограничивающие боскеты, читаются благодаря сохранившимся старым деревьям (липы мелколистной). Раскопки показали, что эти аллеи не имели твердого покрытия, видимо были посыпаны песком. Аллейные ряды с четко выраженным центром, закрепленным круглой площадкой с цветником, придавали саду необходимую живописность, а заполнение боскетов, возможно, имело утилитарное назначение.

Сад скульптуры летом

Наиболее ценную в историческом плане часть насаждений составляют искусственные липовые насаждения, являющиеся основой исторического оформления сада. Все 14 лип мемориального возраста (110—130 лет) расположены в аллейной обсадке исторических дорожек и до настоящего времени сохраняют основные черты композиции сада. Насаждения тополя бальзамического (8 единиц) также имеют искусственное происхождение: с северо-западной стороны они образуют рядовую посадку, а на территории исторической части сада включены в аллейные посадки, где представлены двумя великолепными экземплярами в возрасте 110 лет. Остальные породы представлены единично и не имеют прямой связи с исторической композицией: кустарники сирени венгерской (растущей на старых корнях), шиповника, жимолости татарской, калины, рядовые посадки акации жёлтой вдоль северо-восточного фасада здания. По периметру высажены кусты шиповника, боярышника.
В 2000 году Ученым советом галереи была принята программа «Сад скульптуры», которая предусматривала расширение музейной экспозиции на территории парковой зоны. Цель программы — создание такого типа экспозиции, в котором зритель вступал бы в более тесный контакт с произведениями искусства, и который позволил бы по-новому интерпретировать природное пространство, определить его ценность и придать этой ценности особый статус. Достижению этой цели способствовали скульптурные симпозиумы «Финно-угорский мир», которые проводились на территории галереи в рамках Федеральной целевой программы «Культура России» с 2002 по 2012 гг. В результате симпозиумов создана экспозиция на открытом воздухе, включающая в себя 30 произведений художников финно-угорского мира (Коми, Карелии, Удмуртии, Мордовии, Венгрии, Финляндии, Эстонии), а также скульпторов из Екатеринбурга, Санкт-Петербурга, Москвы и Армении.

## Картины

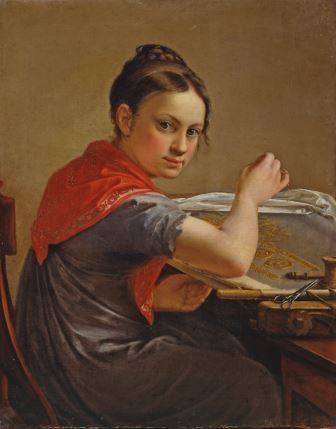
В. Тропинин. Золотошвейка. 1825
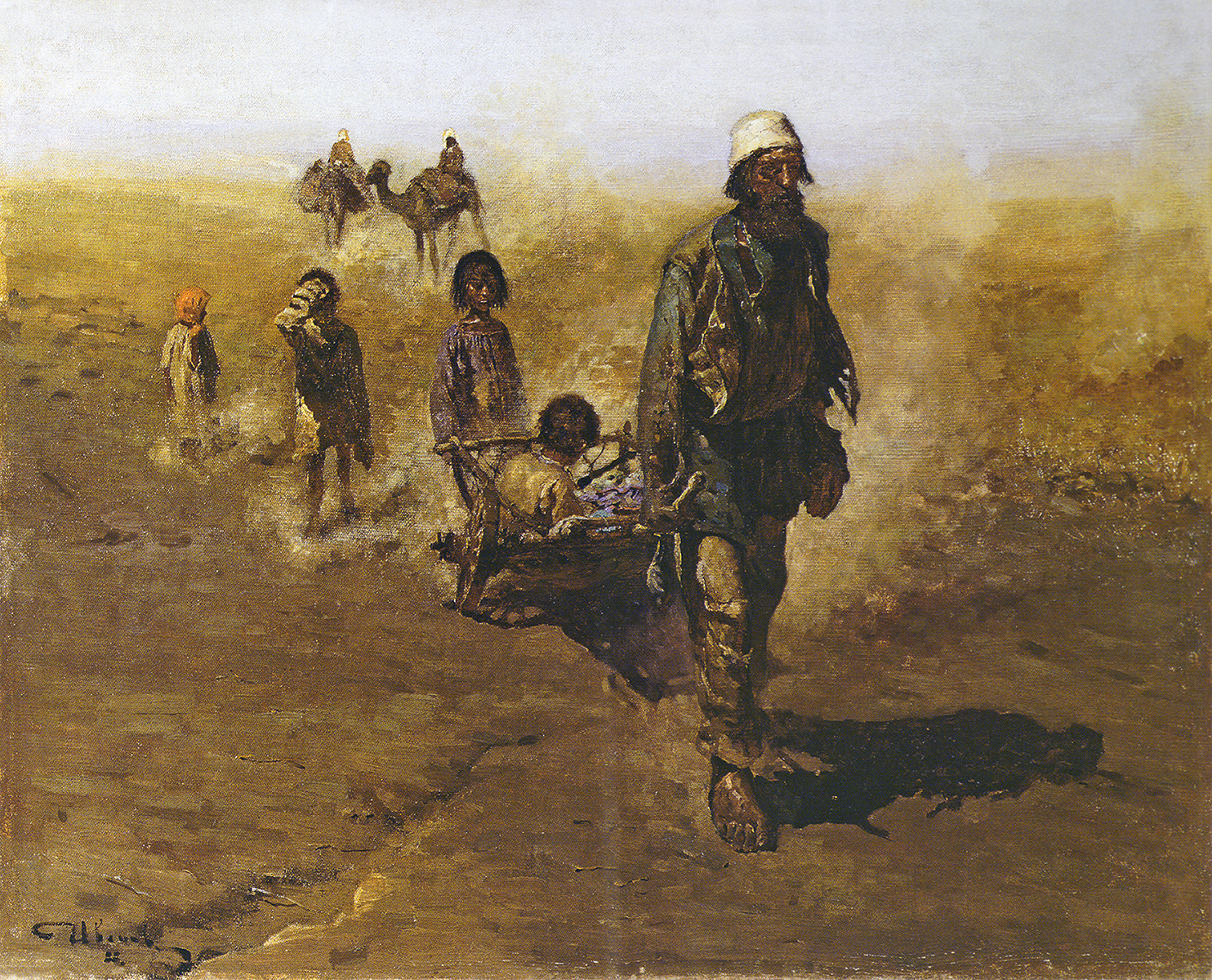
С. Иванов. Обратные переселенцы. 1888
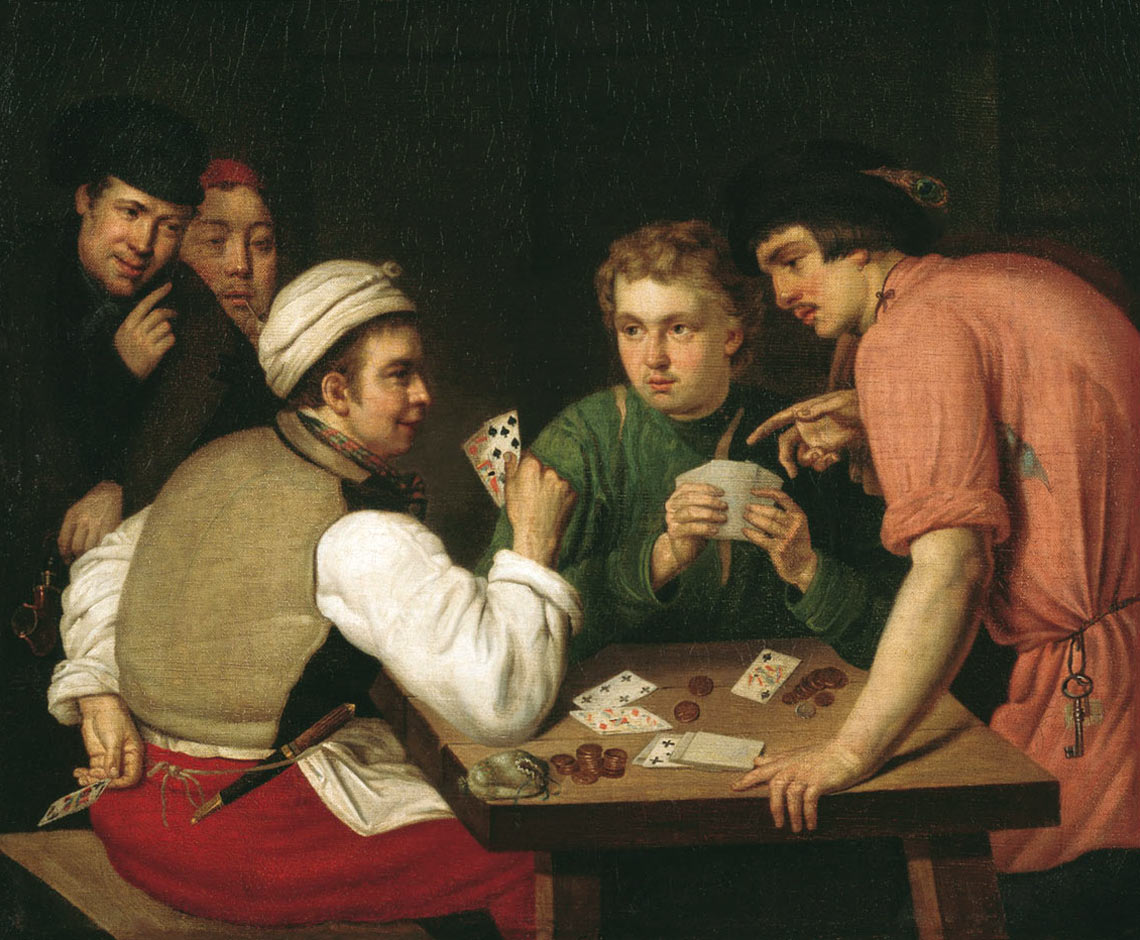
И. Тупылев. Плутовская игра
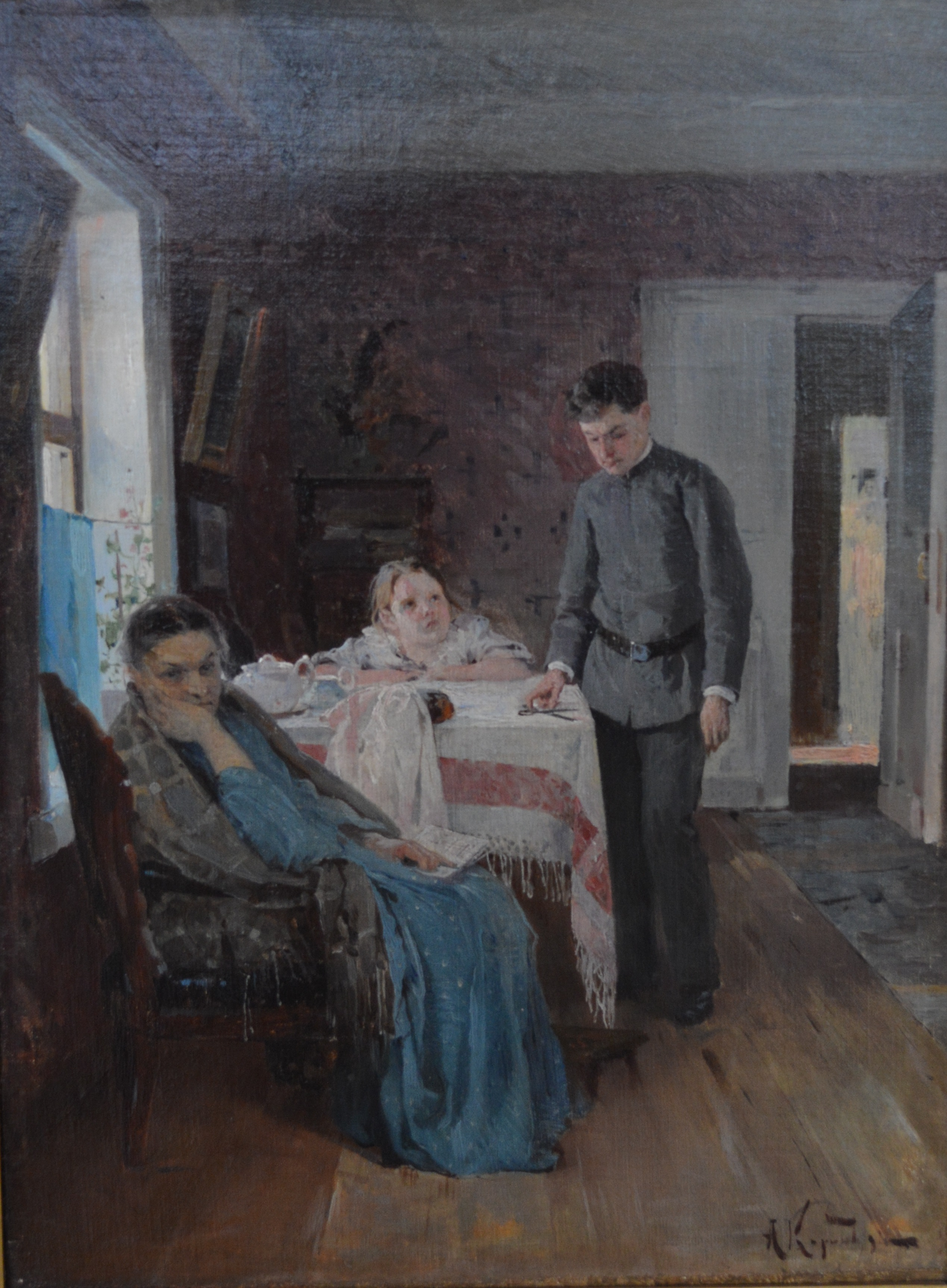
А. Корин. Опять провалился. 1891
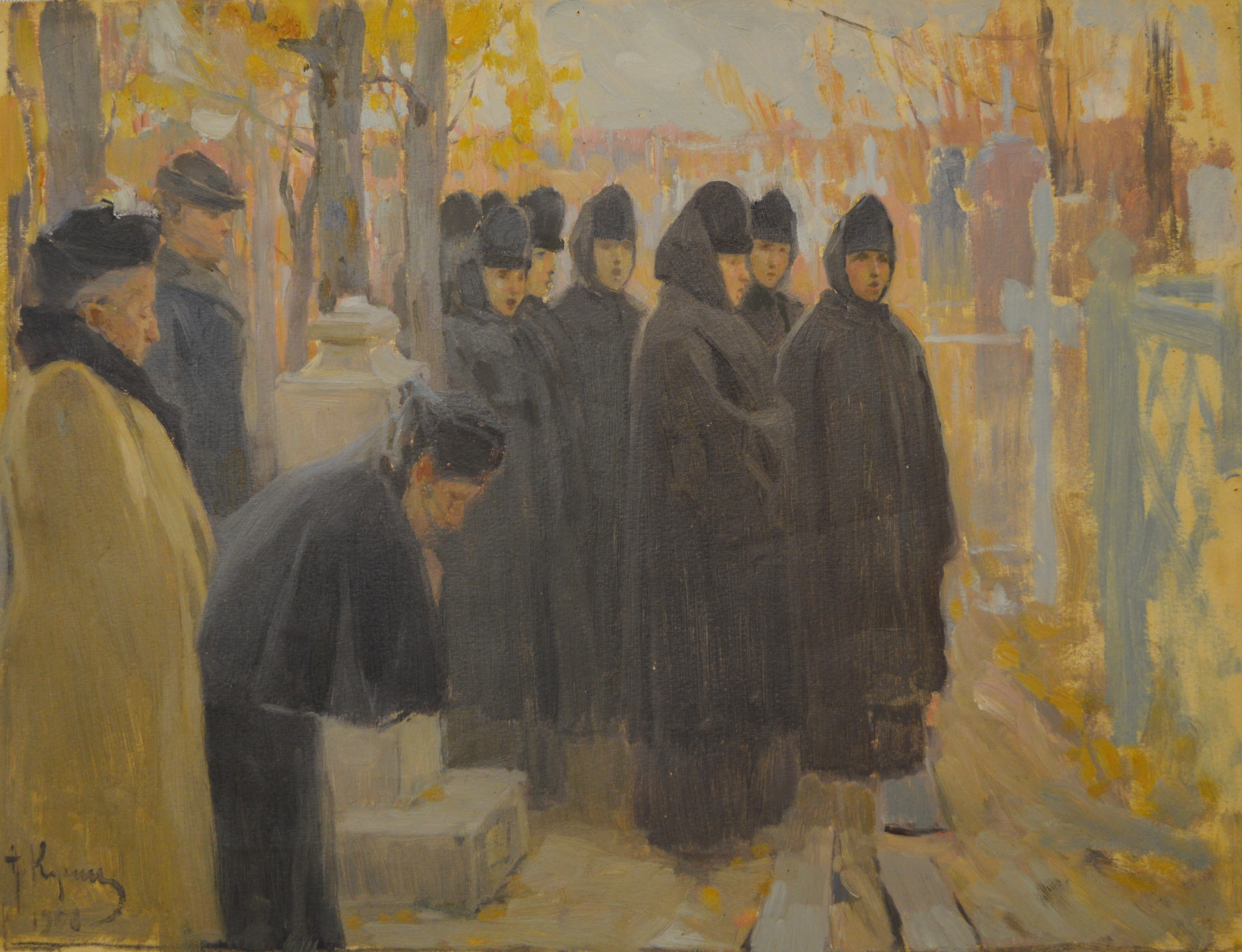
А. Корин. Панихида по Прянишникову. 1900
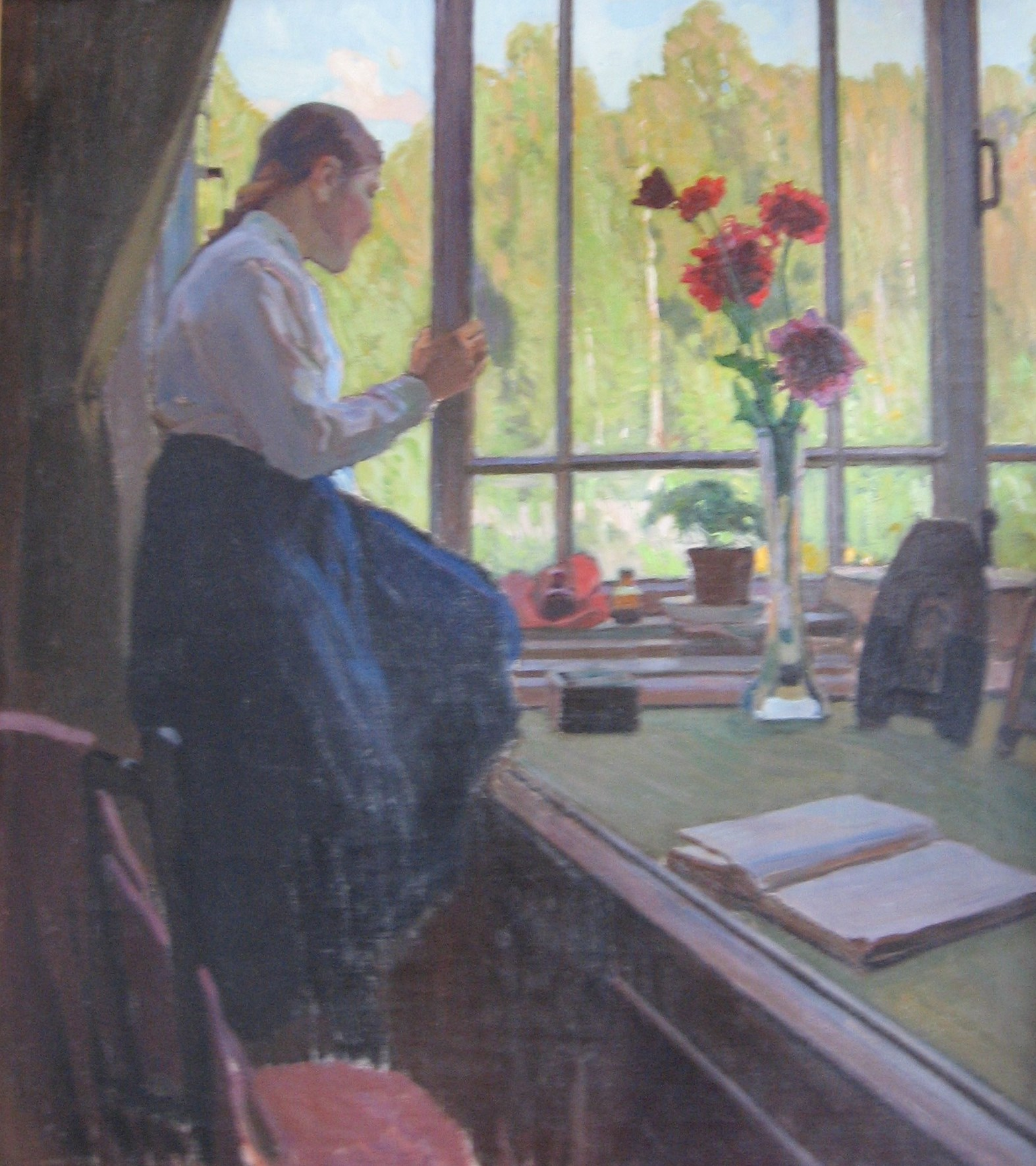
А. Корин. Дочь Таня на окне. 1912
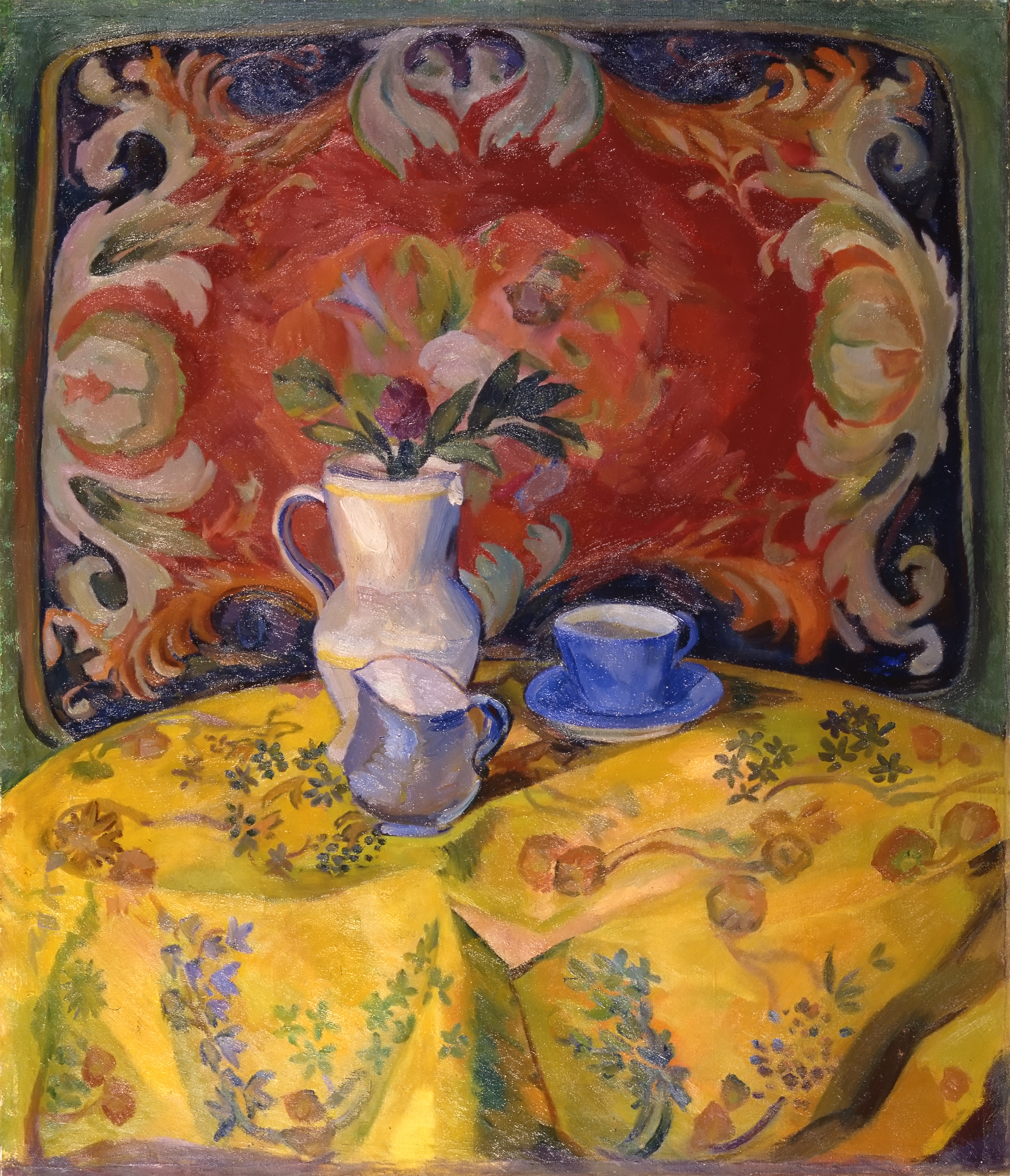
П. Кузнецов. Натюрморт. 1912